# Piggs Peak
Piggs Peak là một thị trấn ở tây bắc Eswatini. Nó được thành lập với mục đích tìm kiếm vàng vào năm 1884, nhưng ngành công nghiệp chính của nó bây giờ là lâm nghiệp. Thác Phophonyane nằm gần thị trấn. Sòng bạc Piggie Peak được đặt tên theo khu vực. Vào năm 2005, dân số của nó là 5.750 người.
Năm 2001, đập Maguga cao 115m được hoàn thành ở sông Komati cách thị trấn 12 km về phía nam tại 25°56′51,41″N 30°4′52,74″Đ / 25,93333°N 30,06667°Đ.
Đỉnh Piggie được đặt theo tên của một cư dân thời kỳ đầu, William Pigg, người đã phát hiện ra một lượng lớn vàng ở đây vào ngày 26 tháng 3 năm 1884.